# Rhipidura nigrocinnamomea
Rhipidura nigrocinnamomea е вид птица от семейство Rhipiduridae.

## Разпространение
Видът е разпространен във Филипините.